# خرچنگ چیلی
خرچنگ چیلی (به انگلیسی: Chilli crab) (چینی:辣椒螃蟹؛ مالایی:ketam lada, ketam cabai, ketam cili) یا خرچنگ فلفلی، یک غذای دریایی در جنوب شرقی آسیا است که به‌طور گسترده با آشپزی‌های مالزی و سنگاپور در هم تنیده شده است. روش تهیه غدای خرچنگ چیلی که امروزه از آن در حد گسترده استفاده می‌کنند، با ردیابی کردن به دهه ۱۹۵۰ در مالزی و سنگاپور بازمی‌گردد. به‌طور معمول برای تهیه این غدا از خرچنگ سیاه استفاده شده و در یک سس نیمه غلیظ، شیرین و خوش طعم حاصل از گوجه‌فرنگی و فلفل چیلی در روغن داغ تفت داده می‌شود.

## خاستگاه
پرتغالی‌ها در قرن شانزدهم، فلفل چیلی را در ایالت ملاکا مرسوم کردند. قبل از مرسوم شدن استفاده از فلفل چیلی در غذاها، مالایی‌ها از دانه فلفل برای افزودن طعم تند و نیز ادویه در وعده‌های غذایی خود بهره می‌بردند. روش تهیه اولیه این غذا که به عنوان کتام بالادو شناخته می‌شود، روش تهیه ای است که در بالادو پخته می‌شود و خشک‌تر می‌باشد که نوعی ترکیب تند و معطر است و از آشپزی مینانگ در سوماترای غربی، اندونزی نشات گرفته است.
قرن بیستم
خاستگاه روش تهیه خرچنگ چیلی که امروزه بیشتر متداول است را می‌توان در دهه ۱۹۵۰ در سنگاپور و مالزی دنبال کرد. چر یام تیان و همسرش لیم چو نی از سال ۱۹۵۶، از طریق آشپزخانه سیار شروع به فروش خرچنگ‌های سرخ شده در روغن داغ کردند که با فلفل چیلی آماده داخل بطری و سس گوجه فرنگی ترکیب شده بود. این یک روش تهیه فاقد چارچوب مشخص بود. روش تهیه اصلی این غذا شامل سس فلفل چیلی آماده داخل بطری نبود. یک کسب و کار موفق با فروش این غذا از طریق ایجاد یک رستوران به نام رستوران غذای دریایی پالم بیچ در امتداد جاده ساحلی شرقی شکل گرفت. روش تهیه رایج امروزی این غذا توسط هوی کوک وا (Hooi Kok Wah) در دهه ۱۹۶۰، یکی از چهار سرآشپز معروف سنگاپور در آن دوران، به وجود آمد.
رستوران غذای دریایی ونگ فانگ (Weng Fung) که در جزیره لنکاوی، کداح، مالزی قرار داشت در سال ۱۹۵۸ برای اولین بار غذای خرچنگ چیلی را در مالزی ارائه کرد. ونگ فانگ در دهه ۱۹۲۰، به عنوان فروشگاه قهوه هاینانی (Hainanese) ایجاد شده بود. در دهه ۱۹۵۰، نسل بعدی این خانواده قهوه‌فروشی را به رستوران غذای دریایی تبدیل کردند و غذای خرچنگ چیلی را به منوی غداهای خود اضافه کردندکه این غذا هنوز هم در آنجا ارائه می‌شود.

## توصیف
سس خرچنگ چیلی با عنوان «لذتبخش» و «شیرین، با این وجود خوش طعم» به همراه «بافت پفی» توصیف شده است.. خرچنگ سیاه، بیشترین گونه پرمصرف در تهیه غذا است، اگر چه از گونه‌های دیگر خرچنگ هم می توان برای تهیه غذا استفاده کرد.
به طور معمول در کنار آن نان مانتو بخارپز یا سرخ شده قرار می گیرد تا از آن برای برداشتن یا جدا کردن سس استفاده شود.